# Porte des Lilas (métro de Paris)
Pour les articles homonymes, voir Porte des Lilas (homonymie).
Porte des Lilas est une station des lignes 3 bis et 11 du métro de Paris. Située en limite des 19e et 20e arrondissements de Paris, elle dessert le quartier de la porte des Lilas.
Jusqu'en janvier 2021 où les quais de la station Porte de Clichy ont été ouverts au public sur la ligne 14, elle était la seule station située à l'une des portes de Paris dont la desserte est assurée par deux lignes de métro distinctes.

## Situation
La station est implantée à la jonction du boulevard Sérurier, de l'avenue de la Porte-des-Lilas, du boulevard Mortier, de l'avenue Gambetta et de la rue de Belleville, les quais étant établis :
- sur la ligne 3 bis, selon un axe approximativement orienté nord-est/sud-ouest sous l'avenue Gambetta (son terminus étant précédé par la station Saint-Fargeau et suivi d'une boucle de retournement établie quasi intégralement à double voie) ;
- sur la ligne 11, selon un axe approximativement orienté est-ouest sous l'amorce de l'avenue de la Porte-des-Lilas, au-dessus de la boucle terminale de la ligne 3 bis (son point d'arrêt s'intercalant entre les stations Télégraphe et Mairie des Lilas).

Une troisième station, fermée au public, est aménagée sur un double raccordement entre les lignes 3 bis et 7 bis : la voie des Fêtes et la voie navette, lesquelles se détachent en amont du terminus de la ligne 3 bis, en talon sur la voie en direction de Gambetta, pour aboutir sur la boucle de la ligne 7 bis, respectivement aux stations Place des Fêtes (via la station fantôme Haxo) et Pré-Saint-Gervais.

## Histoire

### Mises en service
La station est ouverte le 27 novembre 1921 en tant que terminus oriental de la ligne 3 depuis Porte de Champerret, en remplacement du terminus précédent de Gambetta. Il est envisagé d'exploiter des services reliés entre cette ligne et la branche Pré-Saint-Gervais de la ligne 7, qui aboutit à proximité. Deux stations sont donc construites : l'une pour le terminus de la ligne 3 en amont d'une boucle de retournement, l'autre sur une double voie de jonction aménagée entre ces deux lignes.
Finalement, cette liaison ne sera jamais exploitée en tant que telle. Seule une navette reliant les stations Porte des Lilas et Pré-Saint-Gervais, sans arrêt intermédiaire, est mise en place sur l'une des deux voies à compter de cette date ; l'autre ne connaîtra aucune exploitation commerciale.
Le 28 avril 1935, la station de la ligne 11 est ouverte à son tour et en constitue provisoirement le terminus oriental depuis Châtelet jusqu'au jusqu'au 17 février 1937, date à laquelle la ligne est prolongée une première fois à travers la banlieue parisienne jusqu'à Mairie des Lilas.
Le 2 septembre 1939, la mise en place du service restreint au cours de la Seconde Guerre mondiale entraîne la suppression de la navette Porte des Lilas - Pré-Saint-Gervais. Trop peu fréquentée, celle-ci ne rouvre au trafic de voyageurs que du 13 avril 1952 au 31 mai 1956, de 13 h 30 à 19 h 30, dans le cadre des essais du premier prototype au monde de métro sur pneumatiques, le MP 51.
La station correspondante trouvera une nouvelle utilisation plus tard dans le cinéma (voir ci-dessous).
Le 27 mars 1971, la station de la ligne 3 est cédée à la ligne 3 bis, dont la création à cette même date résulte du débranchement du tronçon entre Gambetta et Porte des Lilas sous la forme d'une navette autonome, afin de prolonger la ligne 3 depuis Gambetta jusqu'à son terminus actuel de Gallieni dès le 2 avril suivant. Ce remaniement est décidé afin d'irriguer le secteur de la porte de Bagnolet, jusqu'alors insuffisamment desservi par les transports en commun malgré une forte demande. La chanson de Serge Gainsbourg, Le Poinçonneur des Lilas, témoigne que l'on pouvait, avant ce découplage, voyager sans correspondance depuis la porte des Lilas jusqu'à la commune de Levallois-Perret.
Jusqu'au 28 janvier 2021, la station est la seule implantée aux portes de la capitale dont la desserte est assurée par deux lignes de métro distinctes. À cette date, elle est rejointe par Porte de Clichy avec le prolongement de la ligne 14 qui passe désormais par cette station, déjà desservie par la ligne 13.

### Origine du nom
La station doit sa dénomination à sa proximité avec la porte des Lilas, laquelle reprend le toponyme de la commune des Lilas à laquelle elle donne accès.

### Modernisations
Dans le cadre du programme « Renouveau du métro » de la RATP, les quais la ligne 3 bis sont entièrement rénovés au début des années 2000. Les cadres publicitaires en faïence de couleur miel à motifs végétaux, typiques du style décoratif d'entre-deux-guerres de la CMP d'origine, sont ainsi reconduits à l'identique et complétés d'un nouvel éclairage, mais la faïence murale incorporant le nom de la station est remplacée par de simples plaques nominatives émaillées aux dimensions plus réduites.
De l'été 2012 jusqu'à l'été 2013, c'est au tour des couloirs de faire l'objet d'une rénovation complète dans le cadre de l'opération « un métro + beau ». Cette dernière se poursuit jusqu'au 15 octobre 2014 par la reprise de l'édicule principal, lequel s'ouvre dorénavant sur son flanc arrière également, côté boulevard Mortier, afin de faciliter l'intermodalité avec la nouvelle ligne 3b du tramway qui relie alors Porte de Vincennes à Porte de la Chapelle.
Dans le cadre du prolongement de la ligne 11 depuis Mairie des Lilas jusqu'à Rosny-Bois-Perrier, la station fait l'objet de plusieurs travaux d'adaptation. Du 25 juin au 2 septembre 2022, le quai en direction de Châtelet est rehaussé et carrelé afin de permettre l'arrivée du nouveau matériel MP 14, nécessitant sa fermeture au public pendant toute la durée de l'opération. En parallèle, un nouvel accès est inauguré à l'angle de l'avenue de la Porte-des-Lilas et de la rue des Glaïeuls le 7 juillet 2023, afin d'améliorer la desserte de la ZAC créée sur la couverture du boulevard périphérique ainsi que la correspondance avec le pôle bus. Le quai en direction de Rosny-Bois-Perrier est rehaussé et carrelé à son tour à partir du 28 avril 2024. Ces derniers travaux étaient initialement prévus jusqu'au 29 mai suivant, mais la réouverture du quai au public n'intervient finalement que le 10 juin.
Dans la foulée, une réfection des voûtes et piédroits de la ligne 11, particulièrement dégradés, est annoncée pour le printemps 2025 dans le cadre de l'opération « Un métro + beau » de la RATP. À cette occasion, les trois mosaïques murales de l'artiste Michel L'Huillier réalisées à la fin des années 1980 — représentant Georges Brassens et deux lilas en référence à sa chanson Les Lilas — sont détruites fin juillet pour permettre les travaux d'étanchéification ; la RATP propose cependant à Michel L'Huillier de réaliser de nouvelles œuvres murales dans la station,.

### Fréquentation
Selon les estimations de la RATP, la station a vu entrer 3 439 385 voyageurs en 2019, ce qui la place à la 143e position des stations de métro pour sa fréquentation. En 2020, avec la crise du Covid-19, son trafic annuel tombe à 2 021 179 voyageurs, la classant alors au 120e rang, avant de remonter progressivement en 2021 avec 3 105 016 entrants comptabilisés, ce qui la place à la 98e position des stations du réseau pour sa fréquentation cette année-là.

## Services aux voyageurs

### Accès
La station dispose de six accès :

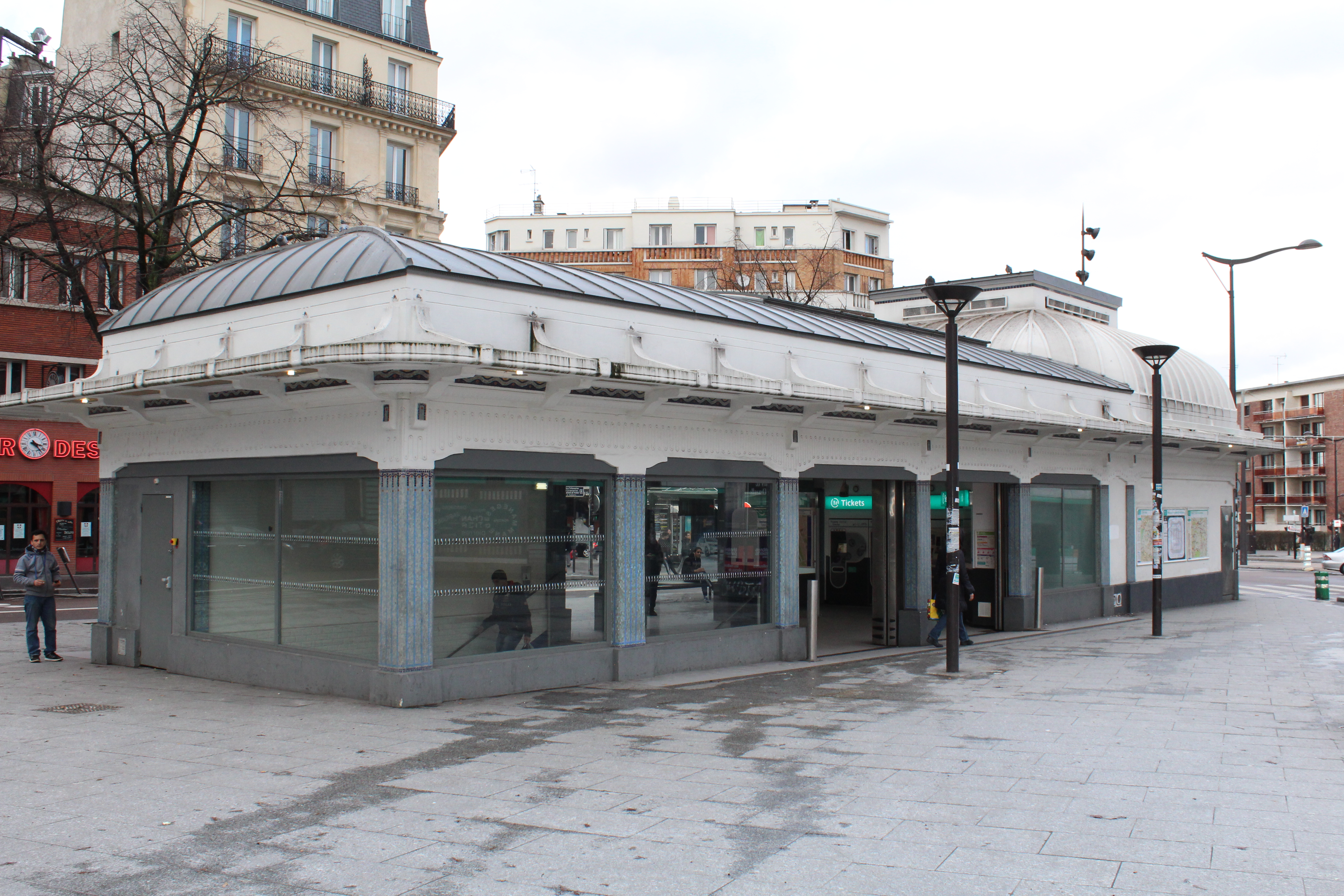
Édicule d'accès à la station.

- l'accès 1 « Avenue Gambetta » s'effectuant par un ascenseur et des escaliers fixes au sein de l'édicule principal (intégrant la billetterie) construit par l'architecte Charles Plumet ;
- l'accès 2 « Boulevard Mortier », ouvert depuis fin 2013, débouchant sur le trottoir impair du boulevard Mortier, par l'ouverture du flanc arrière du bâtiment sur la salle de distribution ;
- l'accès 3 « Rue de Belleville », constitué d'un escalier fixe orné d'une balustrade de style Dervaux, se situant au droit du no 261 de l'avenue Gambetta, à l'angle avec la rue de Belleville ;
- l'accès 4 « Boulevard Sérurier », également constitué d'un escalier fixe agrémenté d'un entourage Dervaux, débouchant face au no 1 du boulevard précité, à l'angle avec la rue de Belleville ;
- l'accès 5 « Square du Docteur-Variot », constitué d'un large escalier fixe à balustrade Dervaux, se trouvant derrière l'accès 2, au droit du square précité, et permettant uniquement la sortie depuis le quai d'arrivée de la ligne 3 bis ;
- l'accès 6 « Rue des Glaïeuls », constitué d'un escalier fixe doublé d'un escalier mécanique montant et orné d'un entourage contemporain muni d'une arche dorée, se situant face au no 10 bis de l'avenue de la Porte-des-Lilas, à l'angle avec la rue des Glaïeuls ; cet accès a été ouvert en juillet 2023.

Accès à la station
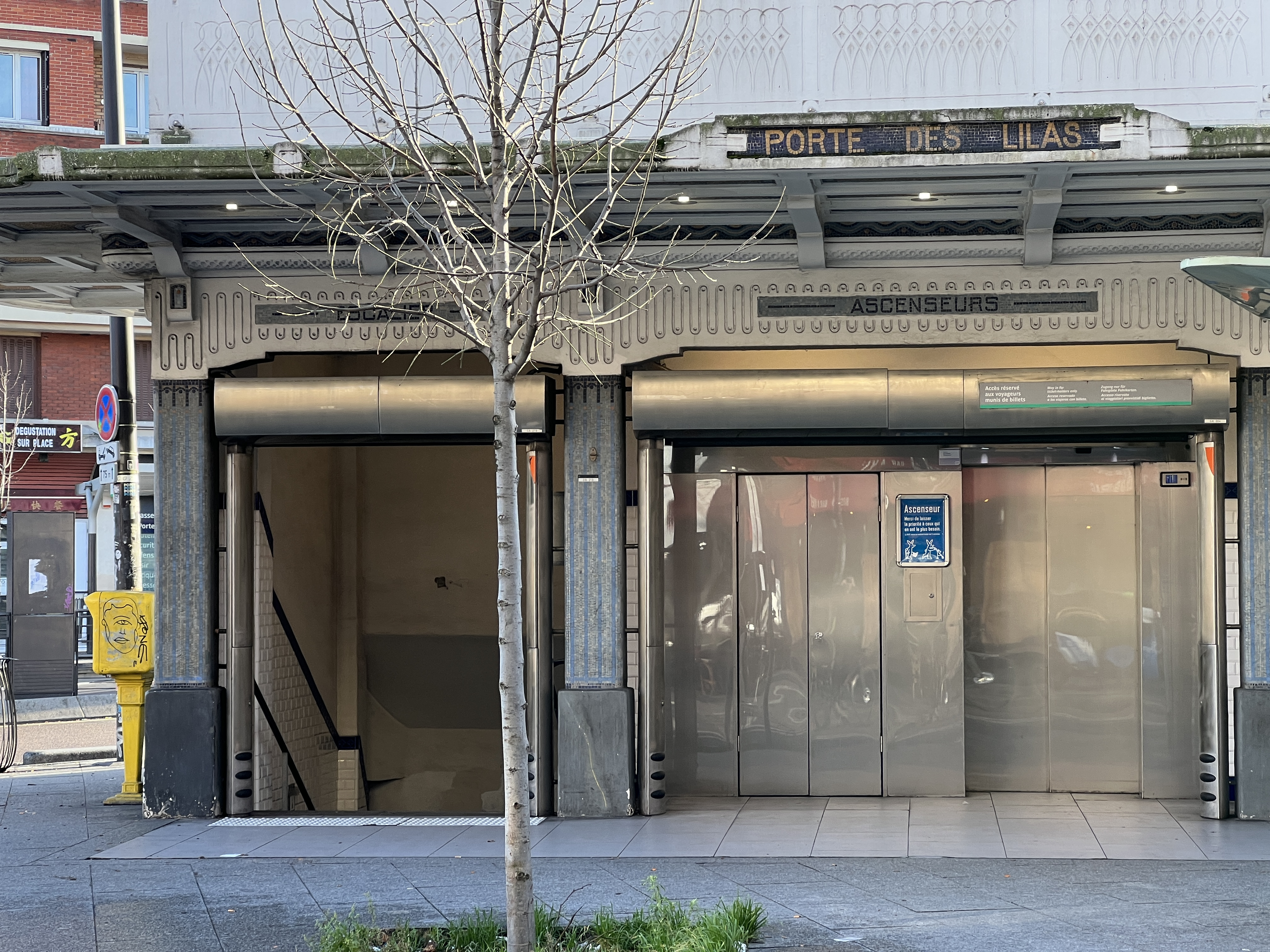
L'accès no 1 « Avenue Gambetta ».
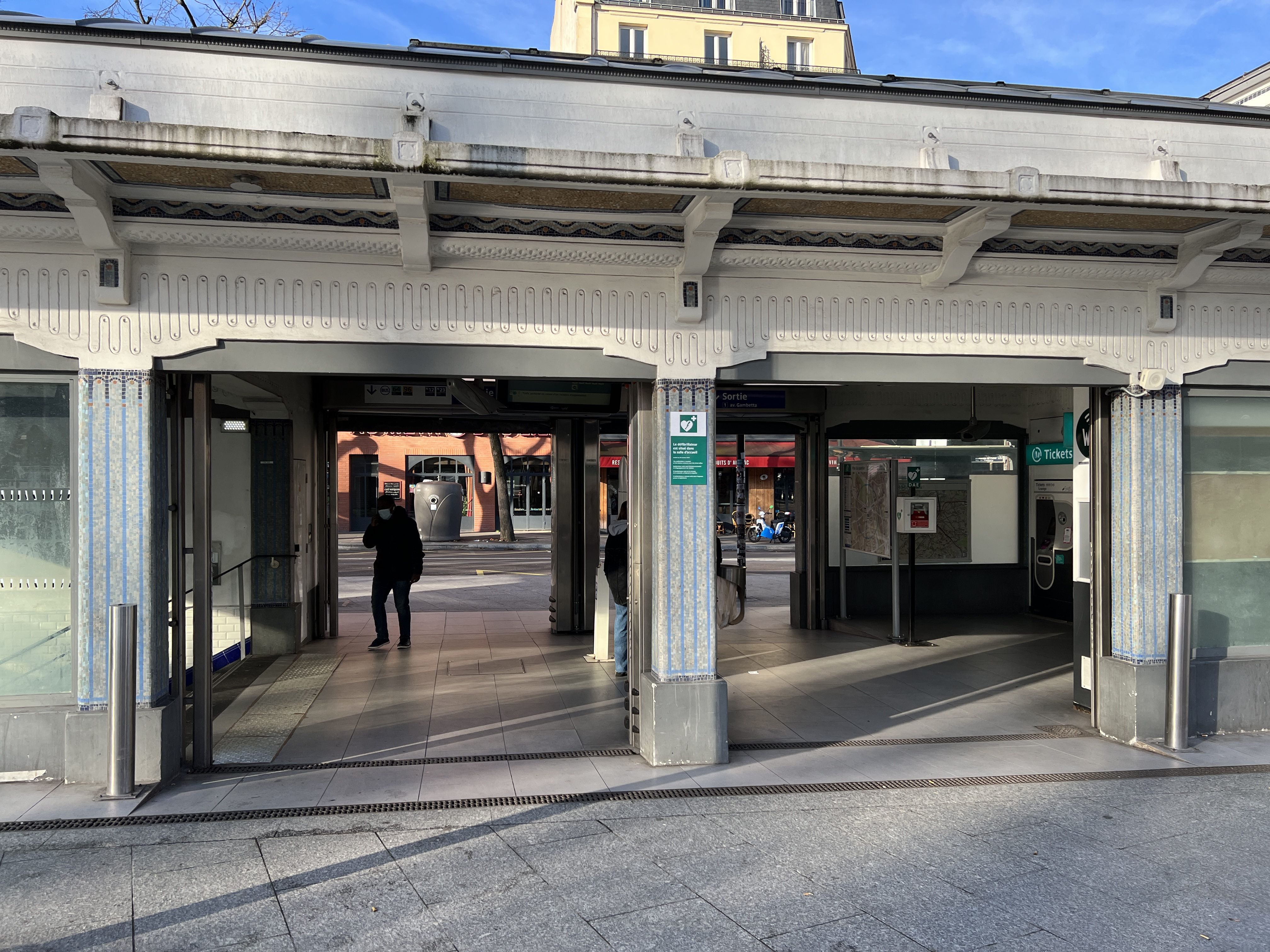
L'accès no 2 « Boulevard Mortier ».
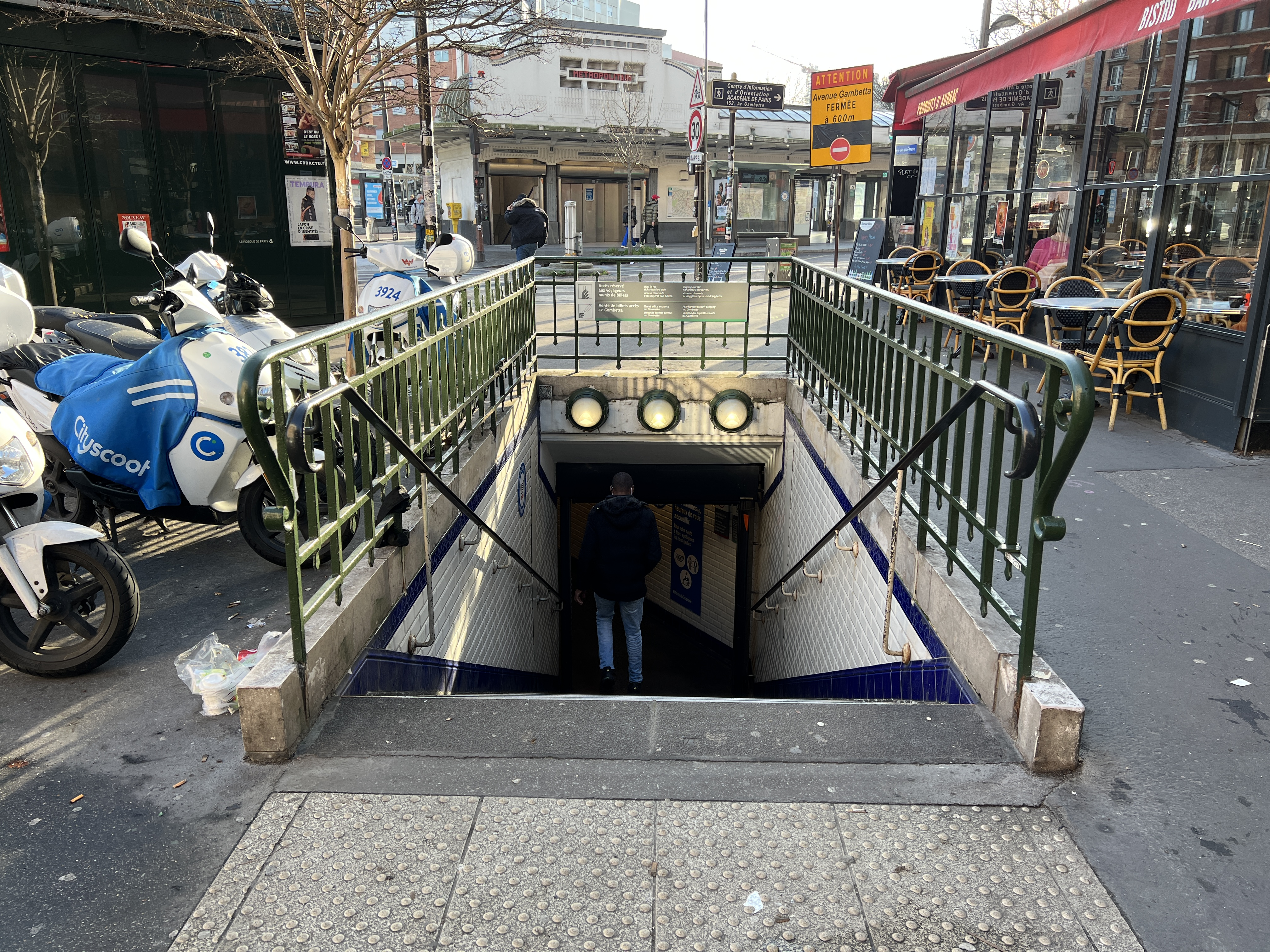
L'accès no 3 « Rue de Belleville ».
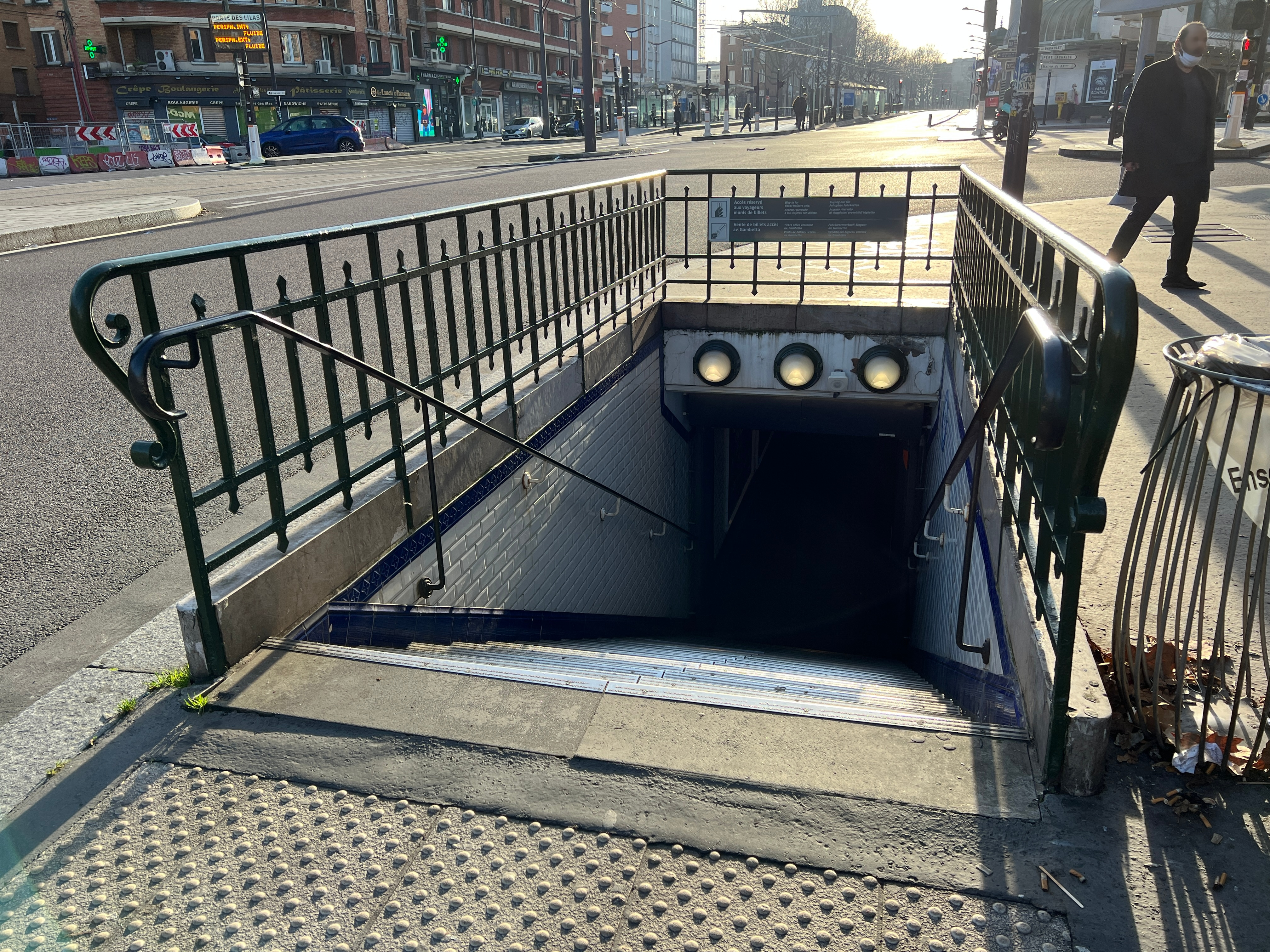
L'accès no 4 « Boulevard Sérurier ».
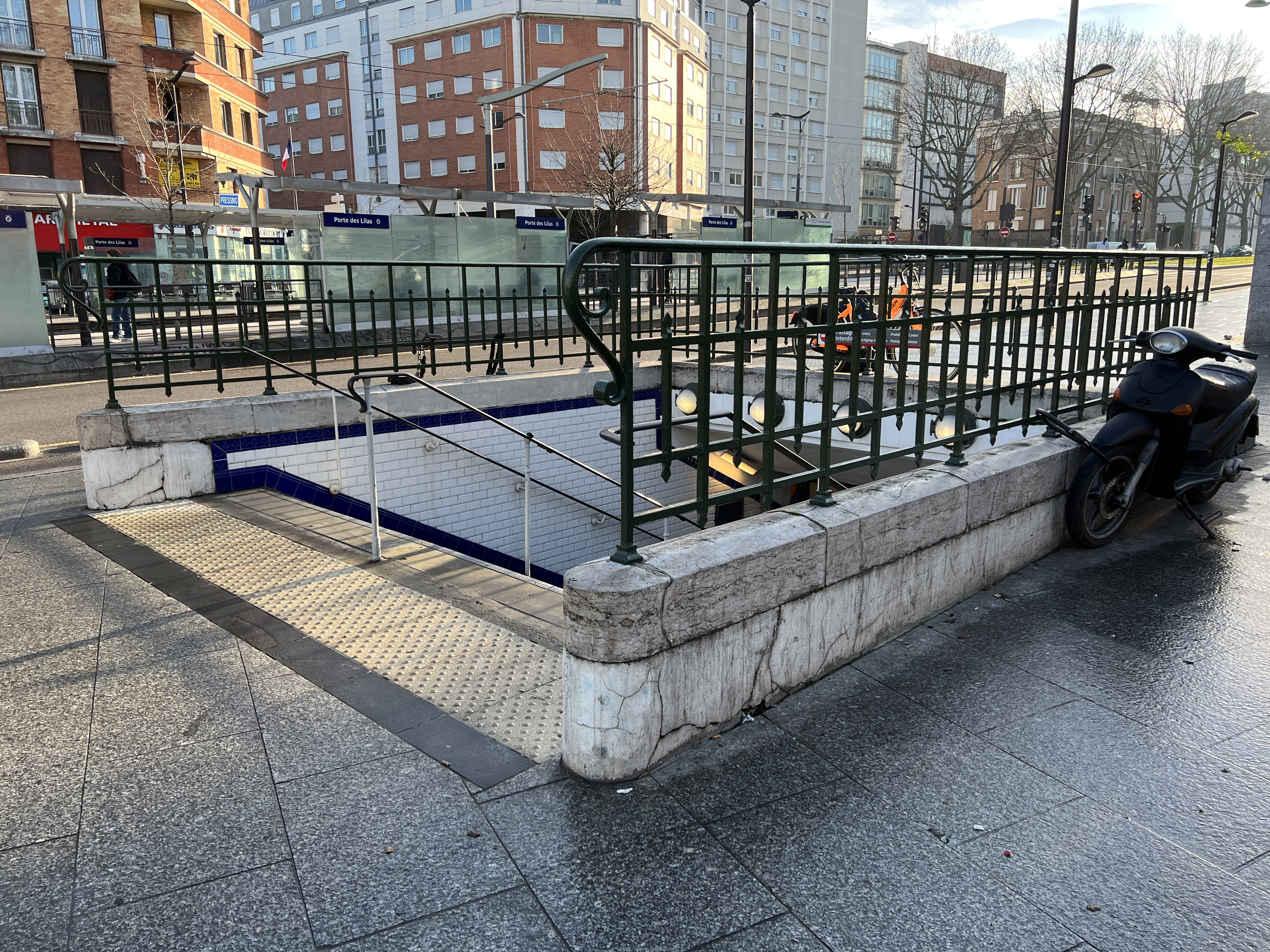
L'accès no 5 « Square du Docteur-Variot ».
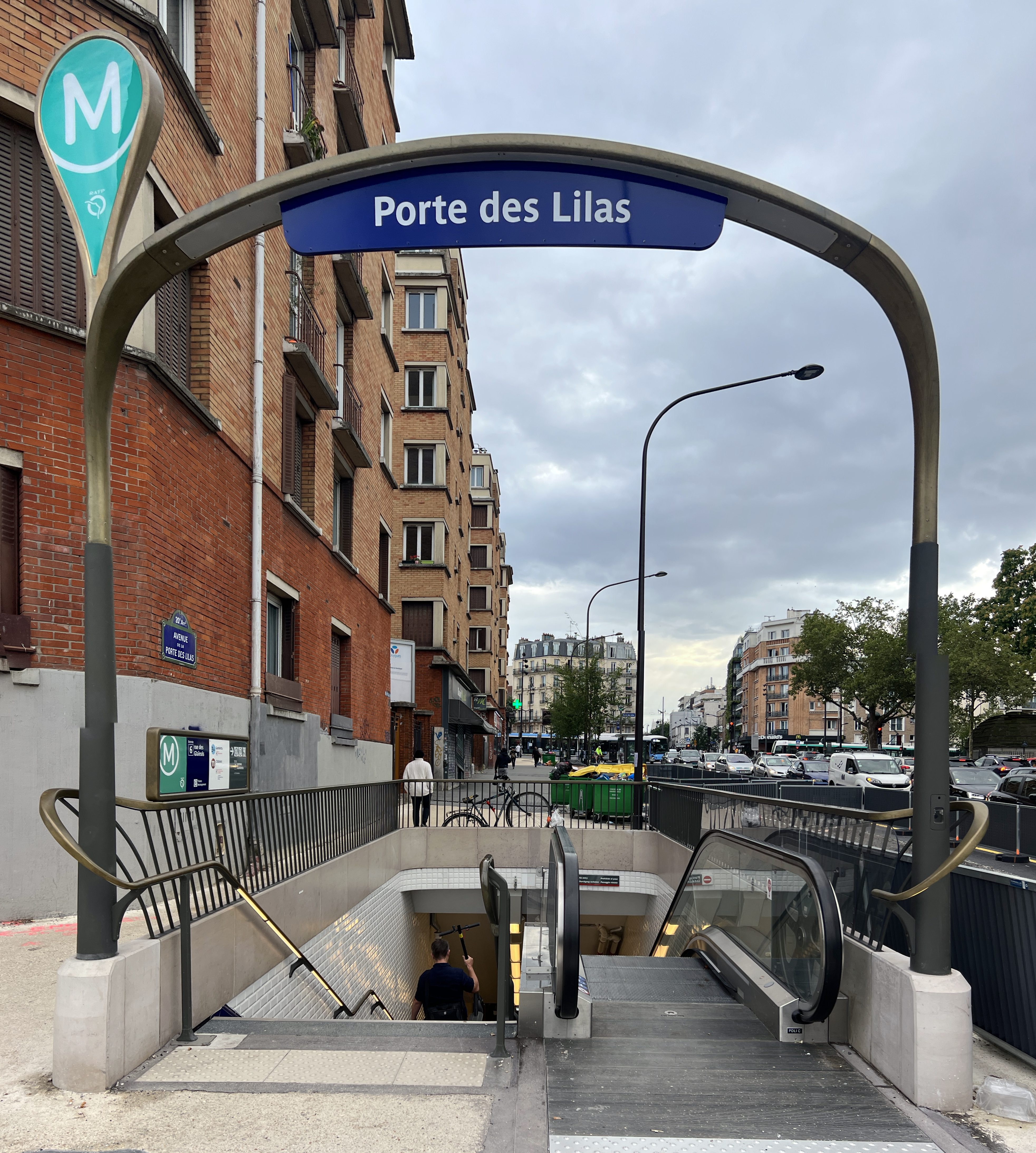
L'accès no 6 « Rue des Glaïeuls ».

.
En outre, la station a comporté par le passé une sortie supplémentaire depuis les quais de la ligne 3 bis, débouchant à l'angle de l'avenue Gambetta et de la rue des Tourelles, devant la piscine Georges-Vallerey avant la reconstruction de cette dernière en 1989,. Comme la majorité des bouches d'accès à la station, celle-ci était constituée d'un escalier fixe entouré d'une balustrade en fer forgé de type Dervaux.

### Quais

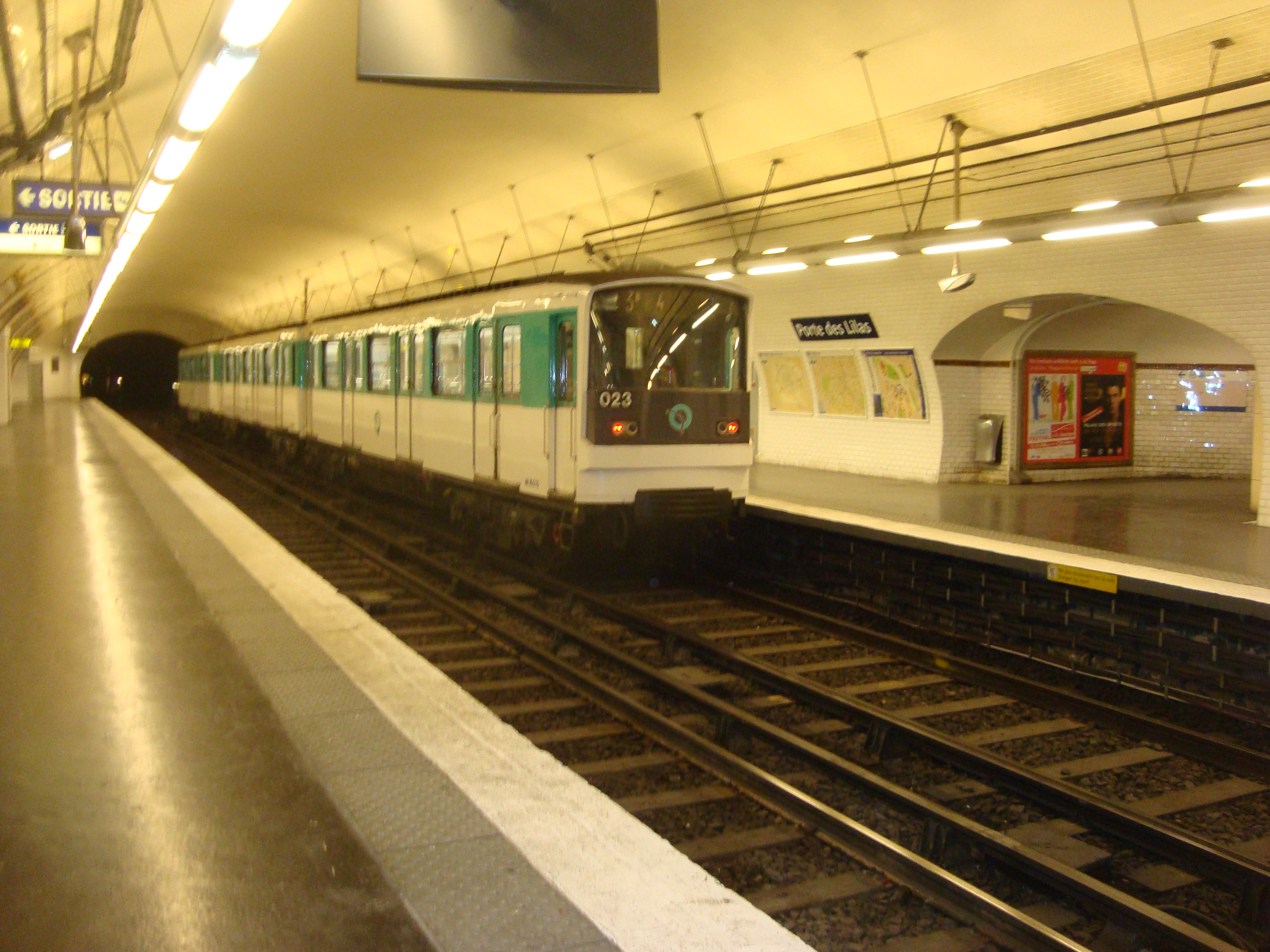
Une rame au départ sur la ligne 3 bis.

Les quais de la ligne 3 bis, d'une longueur de 75 mètres, sont de configuration standard : au nombre de deux, ils sont séparés par les voies du métro situées au centre et la voûte est elliptique. Cette dernière se distingue cependant par sa hauteur et son profil plus élancé en raison de la profondeur importante des quais, particularité que l'on retrouve également aux stations Saint-Fargeau et Pelleport sur la même ligne, ainsi qu'aux stations Pyrénées, Jourdain et Place des Fêtes sur la ligne 11 La décoration est une variante du style utilisé pour la majorité des stations du métro : les carreaux en céramique blancs biseautés recouvrent les piédroits et les tympans, tandis que la voûte est simplement peinte en blanc. Les cadres publicitaires sont en faïence de couleur miel à motifs végétaux, selon le style d'entre-deux-guerres de la CMP d'origine. En revanche, le nom de la station est inscrit en police de caractères Parisine sur des plaques émaillées et l'éclairage est assuré par deux bandeaux-tubes suspendus. Cette station est ainsi l'une des trois seules du réseau à associer ce modèle de rampe lumineuse à la décoration CMP, avec Porte d'Ivry (ligne 7) et de Porte de Vanves (ligne 13), et fait également partie des rares à marier des cadres publicitaires de style entre-deux-guerres à des plaques nominatives émaillées, avec les stations Porte Maillot (ligne 1), Daumesnil (ligne 8), Filles du Calvaire (ligne 8) et Voltaire (ligne 9). Les sièges de style « Motte » sont de couleur bleue et uniquement disposés sur le quai en direction de Gambetta.
La station de la ligne 11, de configuration particulière, est composée de deux demi-stations longues de 75 mètres également, séparées par un piédroit et possédant chacune une voûte elliptique. Celle en direction de Rosny-Bois-Perrier, au sud, comprend une voie avec quai latéral, tandis que celle en direction de Châtelet, au nord, comporte un quai en îlot encadré par deux voies, dont la plus méridionale, bordant le piédroit central, sert de garage. Les piédroits, encore dans leur style d'origine, sont particulièrement dégradés avec de nombreux carreaux manquants. Jusqu'en 2025, on peut cependant y admirer depuis le quai en direction de Châtelet deux mosaïques de fleurs de lilas, ainsi qu'un portrait, en mosaïque lui aussi, de Georges Brassens, complété d'une plaque présentant quelques vers de sa chanson Les Lilas. Ces trois œuvres d'art sont entourées de cadres en faïence de couleur miel à motifs végétaux, de même que les publicités entre lesquelles elles s'intercalent, dans le style d'entre-deux-guerres de l'ex-CMP. Elles sont toutes détruites en juillet 2025, afin de réaliser des travaux d'étanchéité sur ces murs. Le nom de la station est également incorporé dans la faïence murale, mais recouvert de fines plaques en police de caractère Parisine à la plupart des emplacements, particularité qui a également existé à la station Hoche (ligne 5) durant plus d'une dizaine d'années, jusqu'en 2018. Des plaques émaillées plus classiques, également en typographie Parisine, les complètent sur le quai en îlot en direction de Châtelet. Le sol est carrelé en gris anthracite et les sièges de style « Akiko » sont de couleur bleue. L'éclairage est assuré par des tubes semi-indépendants.

### Intermodalité
La station est desservie par les lignes 20, 48, 61, 64, 96, 105, 115, 170 et 249 du réseau de bus RATP et, la nuit, par les lignes N12 et N23 du réseau de bus Noctilien.
Elle est également en correspondance avec la ligne 3b du tramway d'Île-de-France depuis le 15 décembre 2012, date de sa mise en service.

## Station «Cinéma»

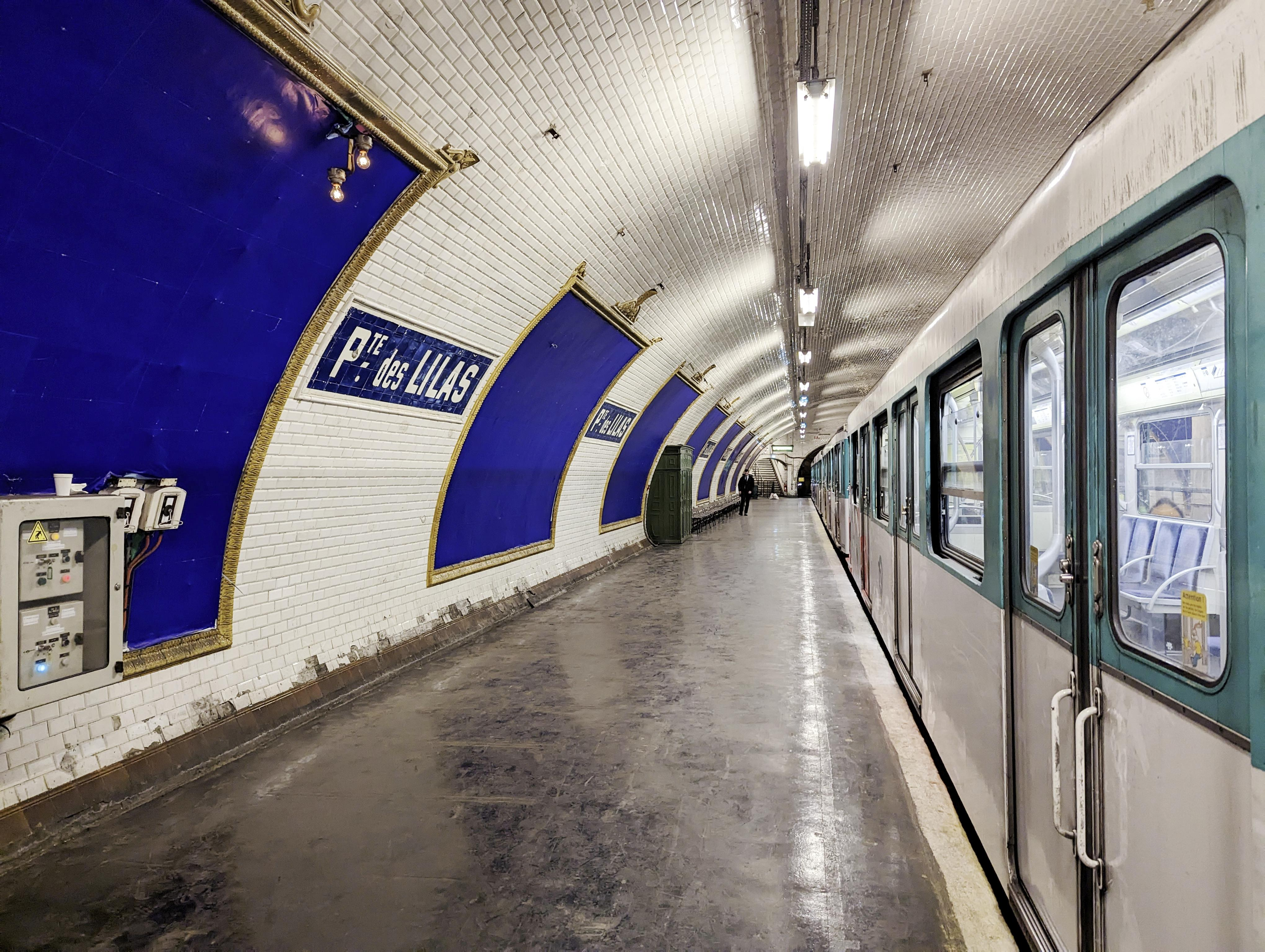
Porte des Lilas - Cinéma.

Désaffectée depuis la fermeture au public de la voie navette, la station située sur la liaison entre la ligne 3 bis et la ligne 7 bis connaît désormais une « seconde vie » en servant de décor aux tournages de publicités et de films,. Elle est surnommée Porte des Lilas - Cinéma.

### Descriptif
Elle comprend une station à la décoration courante en carrelage blanc, et deux voies : une sur pneumatiques (la voie navette) et une sur fer (la voie des Fêtes), la voie sur pneumatiques se trouvant du côté de la station servant de terminus à la ligne 3 bis. Les quais sont accessibles par des escaliers situés côté nord (du même côté que ceux menant à la station de la ligne 3 bis), escaliers dont l'accès est protégé par des portes métalliques ordinairement fermées.
Les décors, et notamment les panneaux comportant le nom de la station, sont adaptés au film concerné.

### Tournages
Le prix de location de la station pour un tournage est en moyenne compris entre 15 000 et 18 000 €, mais cela peut varier en fonction des demandes et du temps passé dans les souterrains,. La RATP déclare un chiffre d'affaires annuel de location de la station de 200 000 €.

#### Films tournés dans cette station
- 1979 : I Love You, je t'aime (A Little Romance)
- 1984 : Pinot simple flic
- 1985 : Scout toujours…
- 1991 : Une époque formidable… (sous le nom de Gare de l'Est)
- 1998 : Ronin
- 2000 : Antilles sur Seine (sous le nom Jacques Bonsergent)
- 2001 : Le Fabuleux Destin d'Amélie Poulain (sous le nom d'Abbesses)
- 2001 : Les Rois mages (sous les noms de Trinité - d'Estienne d'Orves et Bonne-Nouvelle)
- 2001 : Frères d'armes (Band of Brothers)
- 2002 : Choses secrètes
- 2006 : Paris, je t'aime (sous le nom de Tuileries)
- 2006 : David Nolande
- 2007 : Très bien, merci d'Emmanuelle Cuau
- 2007 : Le Dernier Gang
- 2007 : Le Prix à Payer (sous le nom de  Kléber)
- 2007 : La vie sera belle (téléfilm)
- 2008 : Les Femmes de l'ombre (sous le nom de Concorde)
- 2008 : Secret défense (sous le nom de Montparnasse)
- 2009 : Julie et Julia
- 2010 : À bout portant (sous le nom d'Opéra)
- 2010 : Hors-la-loi
- 2014 : 3 Days to Kill (sous le nom de Ségur)
- 2014 : Supercondriaque (sous le nom d'Abbesses)
- 2015 : Lolo
- 2018 : Sauver ou périr (sous le nom de Rambuteau)
- 2022 : 355
- 2023 : John Wick : Chapitre 4
- 2024 : le court-métrage introduisant la Cérémonie d'ouverture des Jeux olympiques d'été de 2024, avec Zinédine Zidane.

#### Publicités tournées dans la station
- Imagine de la compagnie informatique Microsoft, en février 2004[17].
- Culture Pub revient sur le Web.
- L'Interdit, nouveau parfum de Givenchy, 2018[18],[19].

#### Clips tournés dans la station
- Elle a fait un bébé toute seule, de Jean-Jacques Goldman, en 1987[20].
- Le lion est mort ce soir, de Pow Wow, en 1992.
- That's My People, du groupe de hip-hop français Suprême NTM, en 1998 (la station s'appelait dans le clip Boissière).
- Les consignes de sécurité comptent aussi sur nos lignes, campagne de prévention RATP contre les comportements à risque[21].
- Châtelet les Halles, de Florent Pagny, en 2000 (sous le nom de Châtelet).

## Projets

### Ligne 3 bis
La jonction entre les lignes 3 bis et 7 bis est une hypothèse inscrite dans la version 2013 du SDRIF, impliquant la fusion de ces deux lignes. Cela impliquerait la réouverture au public de la station Porte des Lilas - Cinéma.

### Ligne 11
Il est prévu de rendre la station de la ligne 11 accessible aux personnes à mobilité réduite (PMR). Un ascenseur existe actuellement depuis la voirie jusqu'au niveau de correspondance entre les lignes 3 bis et 11. Deux ascenseurs souterrains seront ajoutés, permettant l'accès des PMR jusqu'aux quais de la ligne 11.

## Galerie de photographies

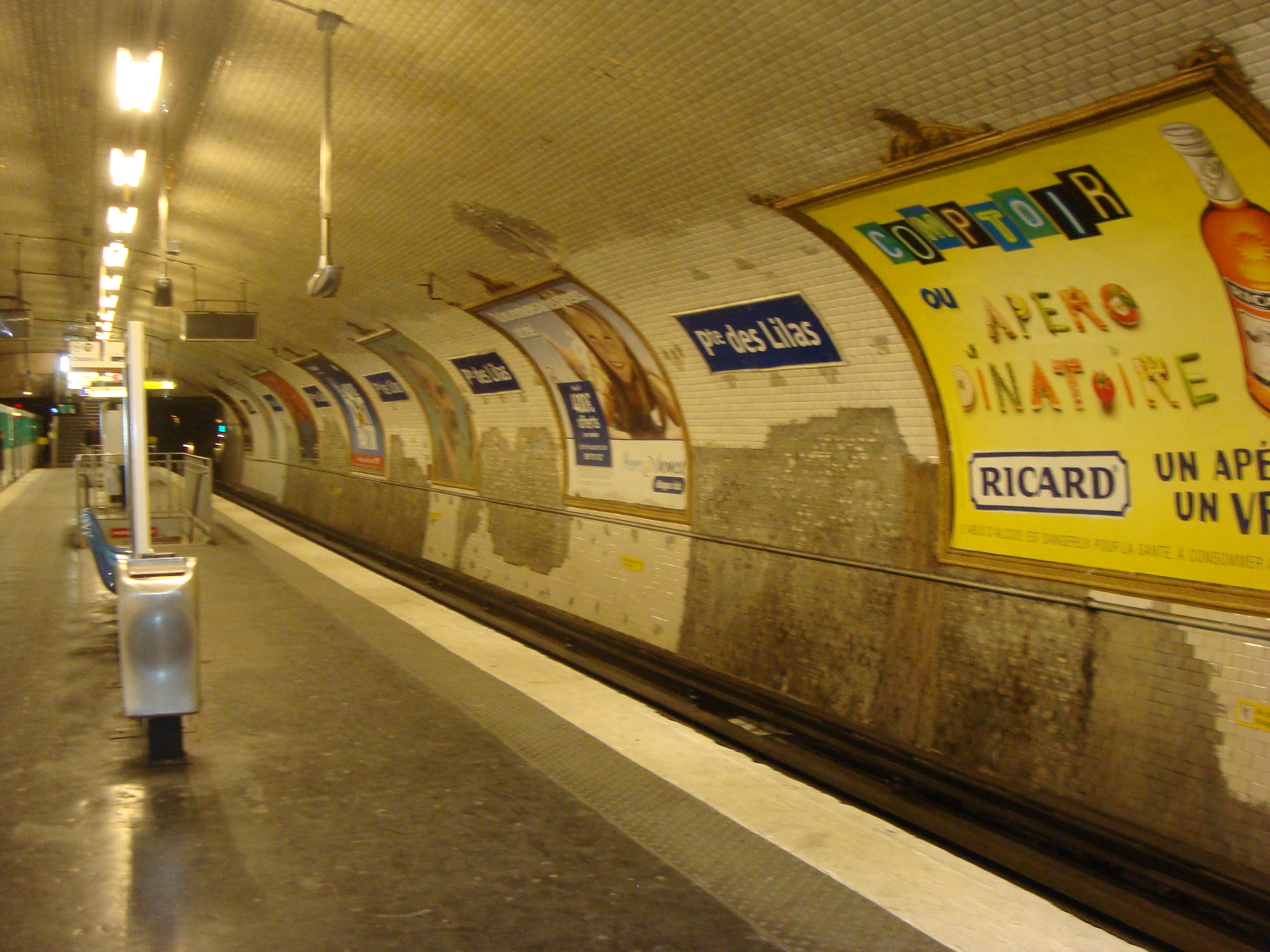
Les quais défraîchis de la ligne 11 abritent cependant de belles mosaïques en hommage à Georges Brassens…
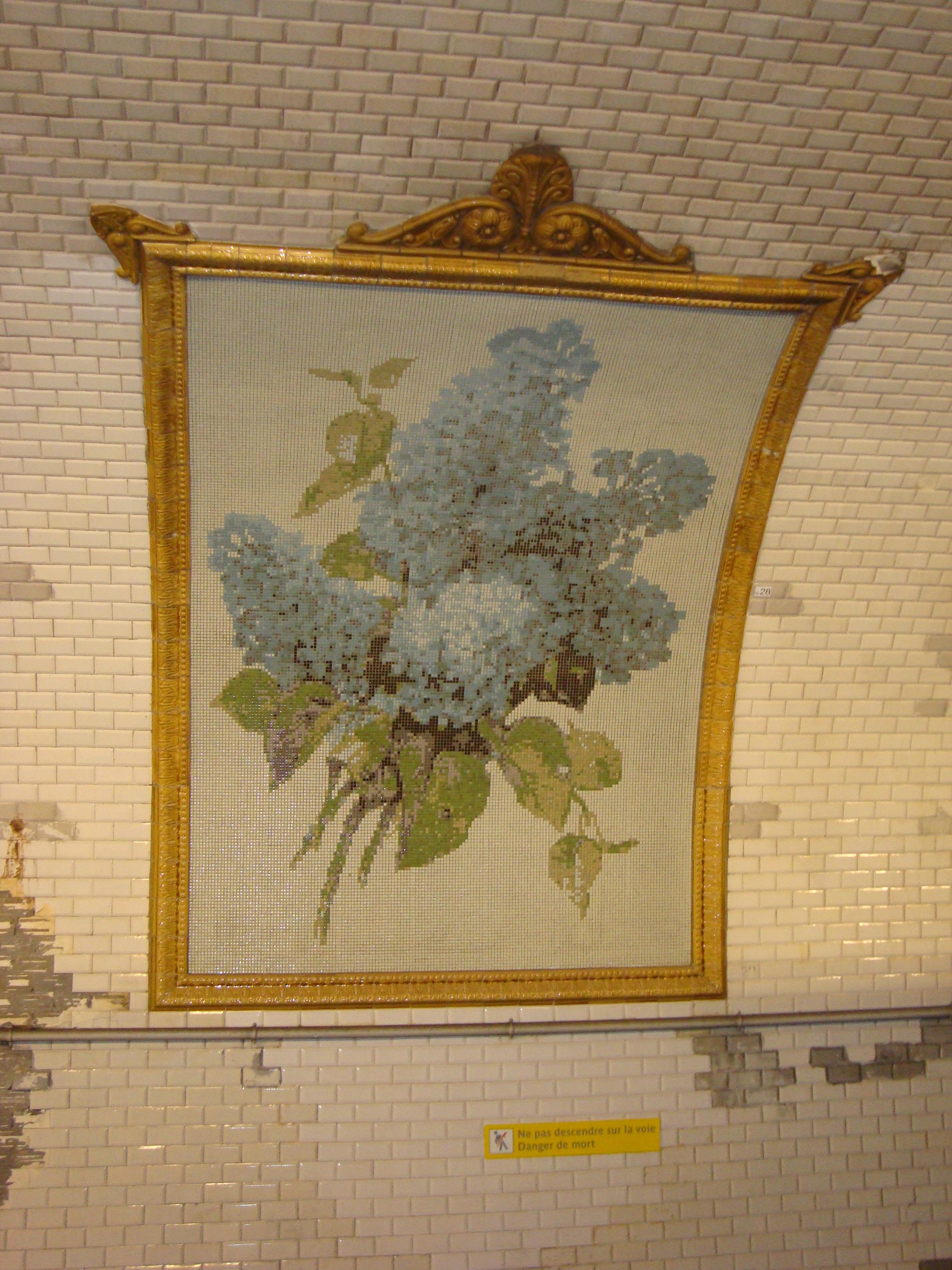
… et à sa chanson Les Lilas…
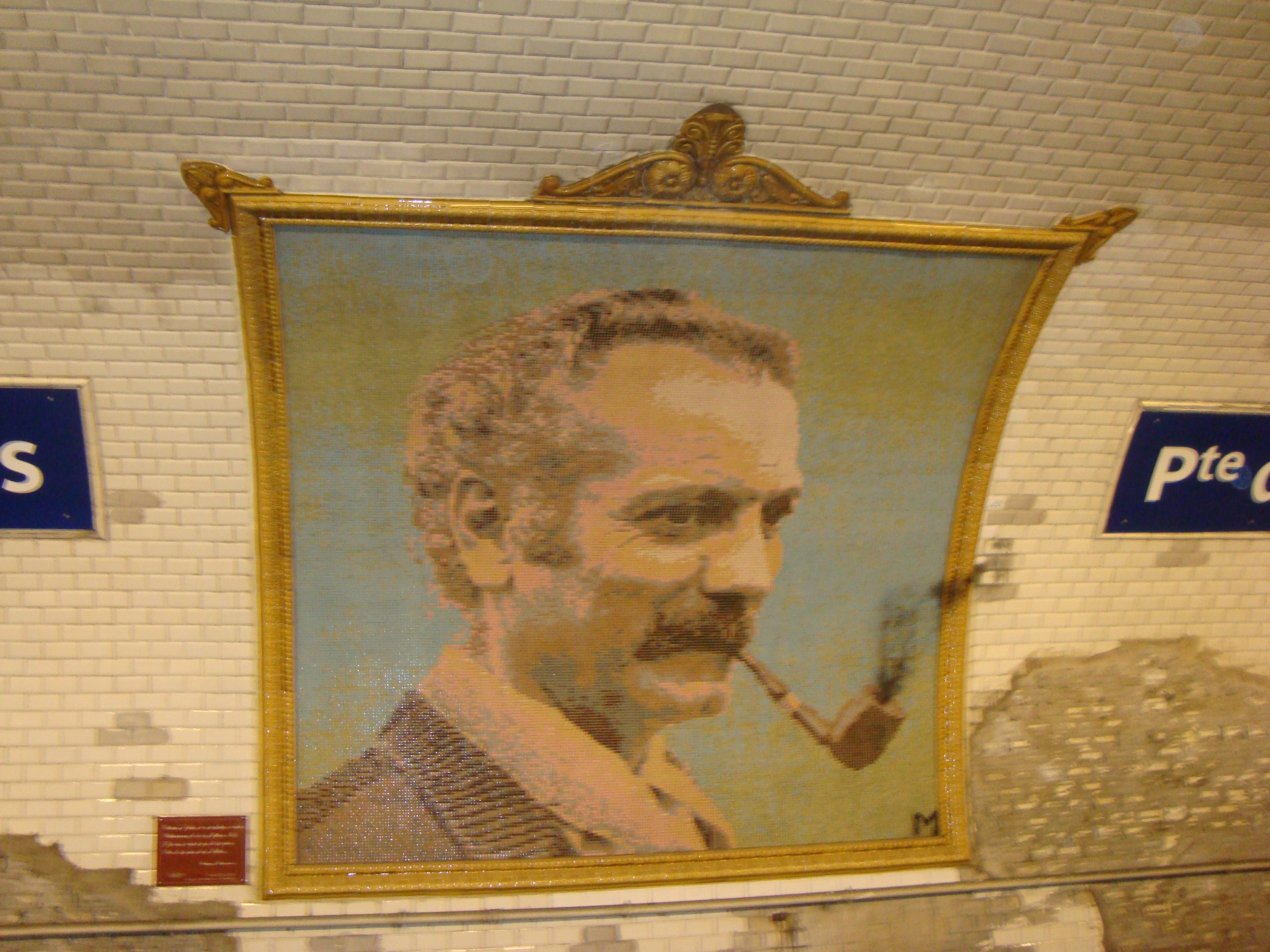
…  dont une plaque rappelle ces quelques vers : « Comm' j'étais en quelque sorte Amoureux de ces fleurs-là Je suis entré par la porte Par la porte des Lilas ».

## À proximité
- Hôpital Robert-Debré
- Piscine Georges-Vallerey
- Archives de Paris
- Cinéma CGR Paris-Lilas (anciennement cinéma Étoile-Lilas)
- Square du Docteur-Variot
- Cirque Électrique
- Caserne des Tourelles (siège de la DGSE)
- Regard des Maussins
- Square Léon-Frapié
- Jardin Frida-Kahlo (anciennement jardin de la Dalle-Fougères)
- Église Notre-Dame-des-Otages